# Miss Cap-Vert
Miss Cap-Vert désigne les concours de beauté féminine destinés aux jeunes femmes de nationalité cap-verdienne.
Le concours Miss Cabo Verde permet de représenter le pays au concours de Miss Monde. Il n'y a pas de Miss Cap-Vert à l'élection de Miss Univers.
En mars 2024, la France accueillera la première édition de Miss Cap-Vert Europe, dans laquelle chaque pays européen où résident des Cap-Verdiens sera représenté. Les pays participants sont les suivants : l'Allemagne, le Royaume-Uni, la France, l'Italie, l'Espagne, les Pays-Bas, la Belgique, le Portugal, la Suisse et le Luxembourg.

## Les Miss Cap-Vert pour Miss Monde
| Année | Nom                  |
| ----- | -------------------- |
| 1997  | Carmelinda Gonçalves |
| 2002  | Wilza Pina           |
| 2003  | Marisa Lima          |
| 2006  | Jocilene Afonso      |
| 2007  | Jocilene Afonso      |
| 2008  | Zanise Fonseca       |
| 2010  | Joceline Fortes      |
| 2017  | Prissy Gomes         |